# Negomir
Negomir es una comuna ubicada en el distrito de Gorj, Rumania.

## Superficie
Cuenta con una superficie de 53,51 kilómetros cuadrados.

## Demografía
Hasta 2021 la población era de 3370 habitantes, con una densidad de población de 62,98 habitantes por kilómetro cuadrado.